# Marcelien de Koning
Pour les articles homonymes, voir Koning.
Marcelien de Koning est une skipper néerlandaise née le 10 mai 1978 à Hoorn. 

## Carrière
Aux Jeux olympiques d'été de 2008, Marcelien de Koning remporte la médaille d'argent en 470 avec Lobke Berkhout.